# Ministero della salute pubblica (Afghanistan)
Il Ministero della salute pubblica (in pashtu: وزارت صحت عامه) è stato il dicastero del governo afghano deputato alla salute, si occupa di questioni riguardanti la salute della popolazione dell'Afghanistan. L'attuale ministro è Qalandar Ibad.

## Elenco dei ministri della salute pubblica
| Ministro | Ministro                      | Mandato        | Mandato        |
| Immagine | Nome                          | Inizio         | Fine           |
| -------- | ----------------------------- | -------------- | -------------- |
|          | Kubra Noorzai                 | 1965           | 1969           |
|          | Abdul Rauf Mohammad           | 1996           | 1999           |
|          | Mohammad Abbas Akhund         | 1996           | 1999           |
|          | Sher Mohammad Abbas Stanikzai | 1996           | 1999           |
|          | Suhayla Seddiqi               | 2001           | 2004           |
|          | Sayed Mohammad Amin Fatimi    | 2004           | 2010           |
|          | Suraya Dalil                  | 2010           | 2014           |
|          | Ferozuddin Feroz              | 2015           | 2018           |
|          | Jawad Osmani                  | 2019           | 2020           |
|          | Wahid Majrooh                 | gennaio 2021   | settembre 2021 |
|          | Qalandar Ibad                 | settembre 2021 | in carica      |